# Аладдин (кратер)
Аладдин (лат. Aladdin) — один из крупнейших известных кратеров Энцелада, спутника Сатурна. Его диаметр составляет 31 км, что ставит его на третью позицию среди крупнейших кратеров этого спутника. Был обнаружен на снимках космического аппарата «Вояджер-2», сделанных в 1981 году, а через некоторое время сфотографирован в более высоком разрешении космическим зондом «Кассини-Гюйгенс».

## Расположение
Аладдин находится в северной кратерированной равнинной области Энцелада — в одном из старейших регионов спутника. Координаты центра кратера — 60°41′ с. ш. 26°40′ з. д. / 60,69° с. ш. 26,66° з. д.. Юго-восточным краем он граничит с кратером Али-Баба (крупнейшим на Энцеладе), а северным — с меньшим по размеру, сильно разрушенным кратером Зайнаб. В 20 км к востоку от Аладдина находится 16-километровый кратер Самад.

## Описание
Кратер Аладдин сильно деформирован различными процессами, происходившими после удара, который его создал. Его очертания довольно неправильные, а в центре (как и во многих других крупных кратеров Энцелада) есть большая куполообразная возвышенность, возникшая из-за релаксации ледяной поверхности спутника после удара. Центральный пик выше самих стенок кратера — его высота составляет порядка 1 км. Террас на склонах этого кратера нету, хотя на его дне можно различить некоторые вытянутые неровности, природа которых остаётся неизвестной. На его дне просматриваются разломы, которые тянутся на юг, в кратер Али-Баба (но разрешение имеющихся снимков недостаточно для их детального исследования). Схожие разломы присутствуют и в окрестностях этих кратеров, а также в некоторых других кратерах Энцелада (например, в кратере Дуньязада).

## Эпоним
Назван в честь Аладдина из сборника арабских сказок «Тысяча и одна ночь». Аладдин — обладатель священного светильника, с помощью которого выполнялись любые желания. Это название было утверждено Международным астрономическим союзом в 1982 году.

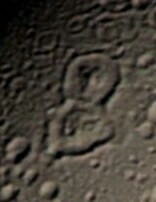
Кратеры Аладдин (сверху) и Али-Баба (снизу), снятые космическим аппаратом «Вояджер-2».